# SIMIT
La société SIMIT S.p.A. fut créée en 1965 par les frères Carlo et Mario Bruneri. SIMIT fut un très important constructeur de matériels de travaux publics, notamment de pelles mécaniques hydrauliques. La société a été rachetée par Fiat MMT en 1969.
Actuellement, la société est intégrée dans la division New Holland Construction du groupe CNH Global, filiale de Fiat Group S.p.A..

## Histoire
Depuis que les pelles mécaniques existaient, elles fonctionnaient avec des câbles qui assuraient la transmission des mouvements du bras et du godet. Ces pelles ne pouvaient fonctionner qu'en butte.
C'est au lendemain de la seconde guerre mondiale, en 1947, que les frères Bruneri ont inventé la pelle mécanique hydraulique. Ils déposèrent le premier brevet international à Turin en 1951. Leur société artisanale s'appelait simplement "Carlo & Mario Brunetti". Ils mirent au point le premier matériel de perforation des tunnels, le fameux "Jumbo" qui fut utilisé dans la construction des tunnels routiers et ferroviaires.
Il est à noter qu'ils cédèrent plusieurs licences d'utilisation de leur brevet dont une à la société française SICAM qui réalisa le premier modèle de pelle mécanique hydraulique français. 
C'est en 1965 que les deux frères décidèrent de séparer leur activité. Ainsi sont nées les sociétés SIMIT et HYDROMAC. Toutes deux concevant et fabriquant des pelles mécaniques hydrauliques.
Les productions SIMIT étaient reconnaissables à leur couleur jaune et noir. Elles étaient réputées pour leur très haute qualité, leur fiabilité et robustesse. Les utilisateurs ont toujours apprécié les innovations techniques comme le cylindre de positionnement du bras qui en fait lui procurait une troisième articulation.
La société HYDROMAC s'était orientée vers une gamme plus simple techniquement avec sa couleur verte peu commune dans le domaine des TP.

## Sources
- (it) Verde ramarro Histoire de SIMIT et Hydromac